# Xaveri Ruanda
Xaveri Ruanda es una organización juvenil católica en la Ruanda.  Xaveri Ruanda es parte del Movimiento Africano Xaveri y miembro de la asociación católica de las organizaciones juveniles Fimcap.

## Historia
El 31 de octubre de 1990 Xaveri firmó, junto a los otros 16 movimientos juveniles y la Comisión Pastoral Episcopal en Ruanda, una declaración conjunta donde condenó la agresión de las pandillas armadas de la ANR y el Ejército regular de Uganda y especialmente también el alistamiento forzado de niños para estas actividades violentas.
En 2015, Xaveri Ruanda organizó el Campamento Mundial de Fimcap. El campus tematizó los Derechos del Niño, así como el reciente capítulo oscuro en la historia de Ruanda, el Genocidio en Ruanda.